# Barclaya rotundifolia
Barclaya rotundifolia ist eine Pflanzenart aus der Gattung Barclaya innerhalb der Familie Seerosengewächse (Nymphaeaceae). Diese Wasserpflanze kommt nur auf Borneo in Sarawak, Brunei sowie Kalimantan vor.

## Beschreibung

### Vegetative Merkmale
Barclaya rotundifolia ist eine ausdauernde krautige Pflanze. Sie bildet an kurzen und dicken Rhizomen mit einem Durchmesser von etwa 2 Millimetern sehr gedrungen Ausläufer.
Die Laubblätter sind in Blattstiel und -spreite gegliedert. Am Blattstiel sind viele lange braune, mehrzellige Trichome vorhanden. Die grüne, einfache Blattspreite ist bei einem Durchmesser von 4 bis 7 Zentimetern rundlich mit einer herzförmigen Spreitenbasis. Auf der Blattunterseite sind lange, braune, mehrzellige Trichome vorhanden. Die Blattoberseite ist glatt oder uneben.

### Generative Merkmale
Der Blütenstiel ist 5 bis 10, selten bis zu 15 Zentimeter lang und mit langen mehrzellige Trichomen bedeckt. Die nachtblühenden Blüten weisen einen Durchmesser von etwa 5 Zentimeter auf. Es sind unterschiedliche Blütenhüllblätter vorhanden. Die äußeren Blütenhüllblätter sind ziemlich schmal, auf der Innenseite mit langen Trichomen bedeckt und auf der Außenseite purpurfarben. Die inneren etwa sechs Blütenhüllblätter sind breit und gerundet. Die innersten Blütenhüllblätter sind breit und schwarz–purpurfarben. Die 12 bis 14 Staminodien sind gelb. Es sind 30 bis 50 fertile Staubblätter vorhanden. Die Staubbeutel sind hell-rot. Zehn bis zwölf Fruchtblätter sind zu einem Fruchtknoten verwachsen.
Die rötlich-grüne Frucht ist bei einem Durchmesser von etwa 1 Zentimeter kugelig. Die borstigen, bräunlichen Samen sind bei einer Länge von etwa 2 Millimeter ellipsoid mit stark stacheliger Oberfläche.

### Zytologie
Die Chromosomenzahl beträgt 2n = 36.

## Ökologie

### Vegetative Vermehrung
Es werden Ausläufer gebildet. Sie kann submers oder emers wachsen.

## Taxonomie
Das Typusexemplar wurde von Mitsuru Hotta am 23. November 1963 in Bintulu in Sarawak auf Borneo entlang des S. Bejangang, einem Flussarm des S. Anap, in einer Höhenlage von 20 bis 50 Metern in einem seichten Fließgewässer innerhalb eines Waldes gesammelt.
Die Erstbeschreibung von Barclaya rotundifolia erfolgte 1966 durch Mitsuru Hotta In Notes on Bornean plants, I. in: Acta Phytotaxonomica et Geobotanica, Volume 22. Das Artepitheton rotundifolia ist von den Wörtern rotundus sowie folium abgeleitet und bedeutet „rundblättrig“.

## Vorkommen und Gefährdung
Barclaya rotundifolia kommt nur auf Borneo in Sarawak, Brunei sowie Kalimantan vor. Die als „Barclaya rotundifolia“ bezeichneten Aufsammlungen von der Malaiischen Halbinsel gehören zu Barclaya rugosa.

### Lebensraum
Barclaya rotundifolia kommt in Bächen und kleinen Tümpeln unter tropischen Regenwäldern vor.

### Gefährdung
Barclaya rotundifolia wurde aufgrund ungenügender Datengrundlage anhand der IUCN-Kriterien als Data Deficient (DD) eingestuft. Es sind auf Borneo nur wenige Fundorte bekannt; sie kann jedoch nur ungenügend oft gesammelt sein.